# Liste der Biografien/Kalt
Liste der Biografien |
Portal Biografien |
Personensuche
# |
A |
B |
C |
D |
E |
F |
G |
H |
I |
J |
K |
L |
M |
N |
O |
P |
Q |
R |
S |
T |
U |
V |
W |
X |
Y |
Z |
?
 
Ka |
Kb |
Kc |
Kd |
Ke |
Kf |
Kg |
Kh |
Ki |
Kj |
Kl |
Km |
Kn |
Ko |
Kp |
Kr |
Ks |
Kt |
Ku |
Kv |
Kw |
Ky |
Kx |
Kz
 
Kaa–Kag |
Kah |
Kai |
Kaj |
Kak |
Kal |
Kam |
Kan |
Kao |
Kap |
Kar |
Kas |
Kat |
Kau |
Kav |
Kaw |
Kay |
Kaz
 
Kala |
Kalb |
Kalc |
Kald |
Kale |
Kalf |
Kalh |
Kali |
Kalj |
Kalk |
Kall |
Kalm |
Kaln |
Kalo |
Kalp |
Kals |
Kalt |
Kalu |
Kalv |
Kalw |
Kaly |
Kalz
Die Liste der Biografien führt alle Personen auf, die in der deutschsprachigen Wikipedia einen Artikel haben. Dieses ist eine Teilliste mit 157 Einträgen von Personen, deren Namen mit den Buchstaben „Kalt“ beginnt.

## Kalt
- Kalt, Angelika (* 1961), deutsche Geologin
- Kalt, Anton (1903–1975), deutscher Widerstandskämpfer, KPD-Mitglied und Ortsbürgermeister von Aplerbeck
- Kalt, Carl (1793–1869), Landtagsabgeordneter Herzogtum Nassau
- Kalt, Daniel (* 1977), österreichischer Journalist
- Kalt, Dieter (* 1974), österreichischer EishockeyspielerDieter Kalt (* 1974)

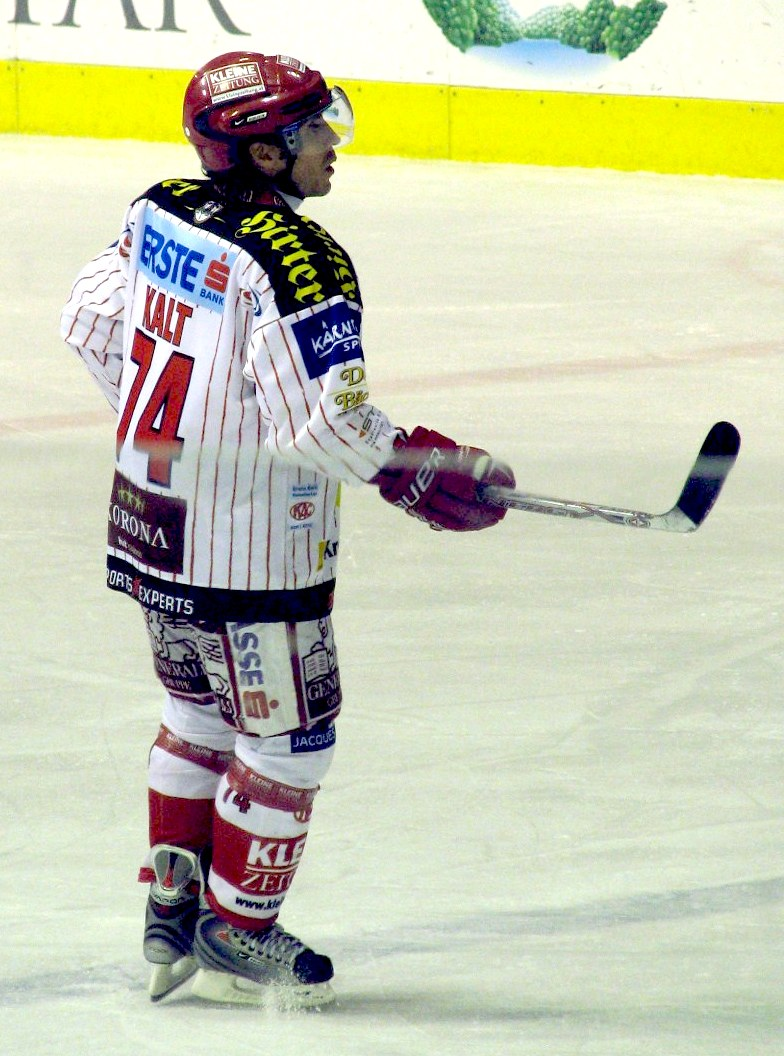
Dieter Kalt (* 1974)

- Kalt, Dieter senior (* 1941), österreichischer Eishockeyfunktionär
- Kalt, Dominicus (1804–1887), deutscher Arzt
- Kalt, Eugène (1861–1941), französischer Augenarzt
- Kalt, Hans (1922–2009), österreichischer Politiker (KPÖ), Landtagsabgeordneter
- Kalt, Hans (1924–2011), Schweizer Ruderer
- Kalt, Jakob († 1553), deutscher Rechtsprofessor und zweimaliger Dekan der Juristenfakultät an der Universität Tübingen
- Kalt, Jörg (1967–2007), französischer Filmemacher
- Kalt, Josef (1920–2012), Schweizer Ruderer

### Kalta
- Kaltak, Adnan (* 1986), österreichischer Fußballspieler und -trainer
- Kaltak, Brian (* 1993), vanuatuischer Fußballspieler

### Kaltb
- Kaltbrunner, David (1829–1894), Schweizer Geograf, Post- und Bahnbeamter, Übersetzer und Autor

### Kalte
- Kalte, Ulrika (* 1970), schwedische Fußballspielerin
- Kaltefleiter, Werner (1937–1998), deutscher Politologe, Wahlforscher und Politiker (CDU)
- Kalteis, Dietrich (* 1954), deutsch-kanadischer Schriftsteller
- Kalteis, Erich (1926–1993), österreichischer Politiker (SPÖ), Landtagsabgeordneter
- Kalteis, Grete (1901–1996), österreichische Gewerkschafterin und KPÖ-Funktionärin
- Kalteisen, Heinrich († 1464), norwegischer Erzbischof
- Kalteissen, Marie (* 1885), deutsche Krankenschwester und Diakonisse
- Kalten, Nick (1888–1950), deutsch-amerikanischer Filmschaffender
- Kaltenbach, Andreas (1828–1913), deutscher Revolutionär und US-amerikanischer Hotelier
- Kaltenbach, Benny (* 1987), deutscher Stand-up-Comedian
- Kaltenbach, Christine (* 1982), deutsche Fußballspielerin
- Kaltenbach, Dieter (1923–1996), deutscher Unternehmer des Maschinenbaus
- Kaltenbach, Ernst (1889–1965), Schweizer Fußballspieler
- Kaltenbach, Fred (1895–1945), US-amerikanischer Radiopropagandist
- Kaltenbach, Johann Heinrich (1807–1876), deutscher Botaniker und Entomologe
- Kaltenbach, Julius (1858–1931), deutscher Unternehmer des Maschinenbaus
- Kaltenbach, Karl (1882–1950), deutscher Leichtathlet
- Kaltenbach, Marianne (1921–2005), Schweizer Kochbuchautorin und Gastronomiejournalistin
- Kaltenbach, Martin (* 1928), deutscher Internist und Kardiologe
- Kaltenbach, Matthias (* 1985), deutscher Fußballtrainer
- Kaltenbach, Rudolf (1842–1892), deutscher Gynäkologe
- Kaltenbach, Rudolf J. (* 1956), deutscher Bildhauer
- Kaltenbach, Wilhelm (1908–1988), deutscher Heimatforscher, Autor und Küster
- Kaltenbacher, Barbara, österreichische Mathematikerin
- Kaltenbacher, Günther (* 1957), österreichischer Politiker (SPÖ), Mitglied des Bundesrates
- Kaltenbacher, Karl (* 1950), österreichischer Künstler
- Kaltenbaeck, Johann Paul (1804–1861), österreichischer Geschichtsforscher
- Kaltenböck, Bastian (* 1983), österreichischer Skisportler
- Kaltenböck, Florian (* 2000), österreichischer Fußballspieler
- Kaltenböck, Gunther (* 1965), österreichischer Anglist
- Kaltenböck, Jan (* 1982), tschechischer Eishockeyspieler
- Kaltenboeck, Bodo (1893–1939), österreichischer Offizier und Schriftsteller
- Kaltenboeck, Johannes (1853–1927), österreichischer Schriftsteller
- Kaltenborn, Carl-Jürgen (* 1936), deutscher protestantischer Theologe und Kirchenhistoriker
- Kaltenborn, Georg Karl Friedrich von (1805–1875), kurhessischer Generalmajor, Kriegsminister
- Kaltenborn, Hermann-Josef (1921–1999), deutscher Politiker (SPD), Bürgermeister der Stadt Stolberg
- Kaltenborn, Karl-Heinz (1906–1984), deutscher Wirtschaftsjurist und Politiker (CDU)
- Kaltenborn, Monisha (* 1971), österreichische Juristin, Motorsport-Funktionärin und Rennstallbesitzerin
- Kaltenborn, Olaf (* 1965), deutscher Publizist und Journalist
- Kaltenborn, Wilhelm (* 1937), deutscher Gewerkschafter, Genossenschafter und Autor von Büchern zu den Genossenschaften
- Kaltenborn, Wilhelm Gustav (1664–1725), sachsen-merseburgischer Geheimer Rat
- Kaltenborn-Stachau, Hans von (1836–1898), preußischer General der Infanterie und Kriegsminister
- Kaltenborn-Stachau, Karl von (1817–1866), deutscher Staatsrechtslehrer
- Kaltenbrunn, Henry (1897–1971), südafrikanischer Radrennfahrer
- Kaltenbrunner, Alois (1901–1966), österreichischer Gewerkschaftsfunktionär und Politiker (SPÖ), Landtagsabgeordneter
- Kaltenbrunner, Andreas (* 1958), österreichischer Orgelbauer
- Kaltenbrunner, Andy (* 1962), österreichischer Journalist und Medienberater
- Kaltenbrunner, Carl Adam (1804–1867), österreichischer Schriftsteller
- Kaltenbrunner, Ernst (1903–1946), österreichischer Politiker (NSDAP), MdR, SS-Mitglied, Kriegsverbrecher
- Kaltenbrunner, Ernst (1937–1967), österreichischer Fußballspieler
- Kaltenbrunner, Ferdinand (1851–1902), österreichischer Historiker und Kodikologe
- Kaltenbrunner, Gerd-Klaus (1939–2011), österreichischer Autor
- Kaltenbrunner, Gerlinde (* 1970), österreichische ExtrembergsteigerinGerlinde Kaltenbrunner (* 1970)

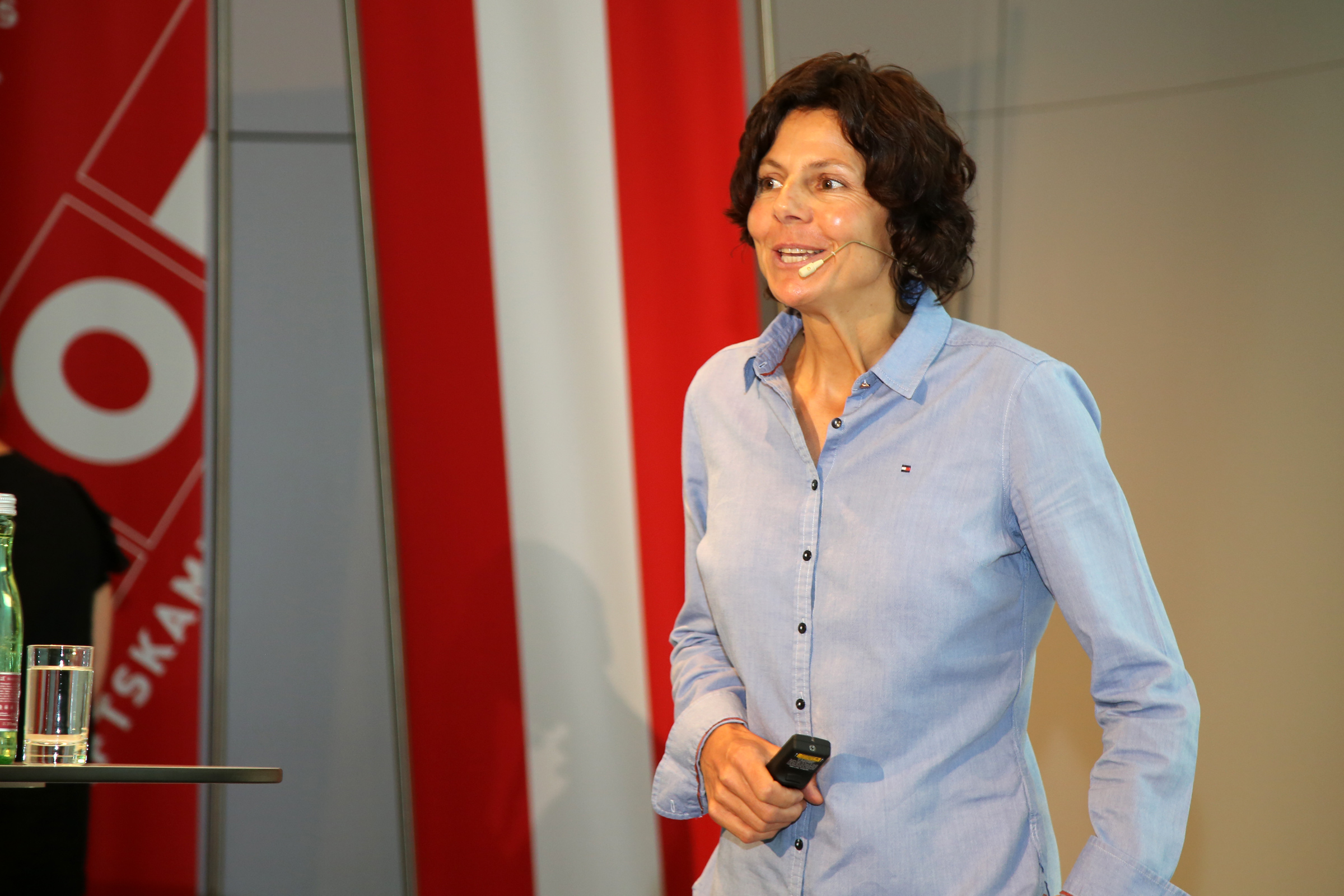
Gerlinde Kaltenbrunner (* 1970)

- Kaltenbrunner, Günter (* 1943), österreichischer Fußballspieler
- Kaltenbrunner, Josef (1888–1951), österreichischer Fußballnationalspieler
- Kaltenbrunner, Matthias (* 1987), österreichischer Historiker
- Kaltenbrunner, Nico (* 2000), österreichischer Basketballspieler
- Kaltenbrunner, Robert (1960–2025), deutscher Architekt, Stadtplaner, Politikberater und Publizist
- Kaltenbrunner, Roland (1932–2020), österreichischer Gewerkschaftsfunktionär und Politiker (SPÖ)
- Kaltenbrunner, Stefan (* 1967), österreichischer Journalist und Chefredakteur
- Kaltenecker, Gertraud (1915–2004), deutsche Komponistin und Sängerin
- Kaltenecker, Thomas (1891–1960), deutscher Gärtner und Politiker (WV), MdR
- Kaltenegger von Riedhorst, Friedrich (1820–1892), österreichischer Beamter und Politiker
- Kaltenegger, Ernest (* 1949), österreichischer Kommunalpolitiker (KPÖ), Grazer KPÖ-Stadtrat und Landtagsabgeordneter
- Kaltenegger, Fritz (* 1971), österreichischer Politiker (ÖVP), Generalsekretär der Österreichischen Volkspartei
- Kaltenegger, Ingrid (* 1971), österreichische Schriftstellerin, Drehbuchautorin und Schauspielerin
- Kaltenegger, Isabella (* 1975), österreichische Politikerin (ÖVP), Mitglied des Bundesrates
- Kaltenegger, Lisa (* 1977), österreichische Astronomin und AstrophysikerinLisa Kaltenegger (* 1977)

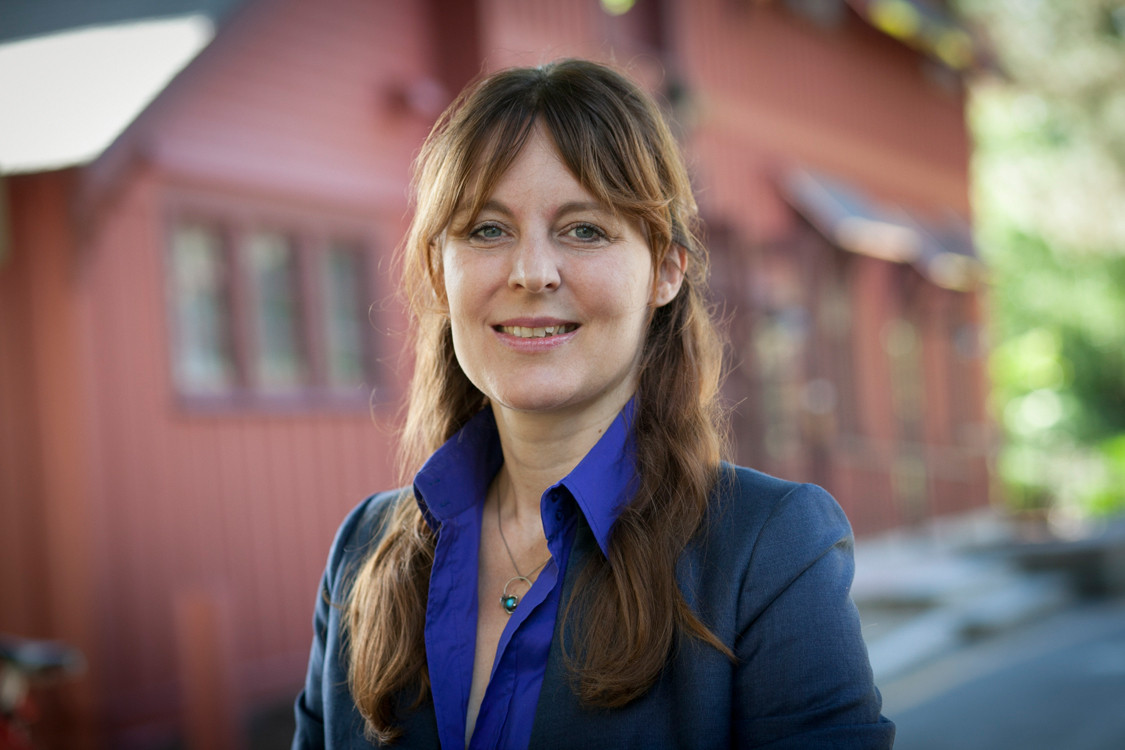
Lisa Kaltenegger (* 1977)

- Kaltenegger, Marie Luise (* 1945), österreichische Journalistin und Publizistin
- Kaltenegger, Mathias (1845–1916), österreichischer Politiker
- Kaltenegger, Oskar (1886–1976), österreichischer Beamter und Politiker (GDVP/NSDAP)
- Kaltenegger, Roland (* 1941), deutscher Autor für militärgeschichtliche Themen
- Kaltenhauser, Helmut (* 1961), deutscher Politiker (FDP), MdL
- Kaltenhauser, Kathrin (* 1983), österreichische Politikerin (ÖVP), Landtagsabgeordneter in Tirol
- Kaltenhauser, Max (* 1981), deutscher Eishockeyspieler und -trainer
- Kaltenmark, Max (1910–2002), französischer Sinologe und Daoismus-Forscher
- Kaltenmarkter, Johannes († 1506), römisch-katholischer Geistlicher, Theologe und Rechtswissenschaftler
- Kaltenmorgen, Petra (1964–2019), deutsche Fotografin und Installationskünstlerin
- Kaltenmoser, Albert (1844–1871), deutscher Genremaler
- Kaltenmoser, Caspar (1806–1867), deutscher Maler
- Kaltenmoser, Karl (1853–1923), deutscher Landschaftsmaler
- Kaltenmoser, Max (1842–1887), deutscher Genremaler
- Kaltenpoth, Erich (* 1907), deutscher Mediziner und Unternehmer
- Kaltenpoth, Martin (* 1977), deutscher Evolutionsökologe
- Kaltenstadler, Wilhelm (* 1936), deutscher Historiker und Autor fachwissenschaftlicher Bücher
- Kaltenstein, Jens (* 1963), deutscher Jurist
- Kaltenstein, Ursula (1927–2005), deutsche Politikerin (SPD), MdBB
- Kaltental, Emerentia von, Priorin des Klosters Mariental in Steinheim an der Murr
- Kaltental, Georg Friedrich von (1649–1697), schwäbischer Reichsritter und Offizier in Diensten der Württembergischen Armee
- Kaltental, Georg Wolf von (1681–1746), Direktor des Ritterkantons Kocher; württembergischer Obervogt, brandenburg-ansbachisch Wirklicher Geheimer Rat
- Kaltental, Heinrich von († 1608), Erbauer von Schloss Aldingen
- Kaltenthal, Kaspar von († 1552), schwäbischer Bundesrichter und Domherr zu Augsburg
- Kaltenthal, Philipp Jakob von († 1669), Ritter des Deutschen Ordens
- Kalter, Frank (* 1964), deutscher Soziologe
- Kalter, Sabine (1889–1957), österreichische Opernsängerin (Mezzosopran, Alt)
- Kalter, Stefan (* 1960), deutscher Fußballspieler
- Kaltezas, Michalis (1970–1985), griechischer Jugendlicher

### Kalth
- Kaltheuner, Frederike (* 1989), deutsche Politikberaterin, Digitalexpertin, Datenschutzaktivistin und Autorin
- Kalthoff, Albert (1850–1906), protestantischer Reformtheologe, Philosoph und Mitbegründer und der erste Vorsitzende des Deutschen Monistenbundes
- Kalthoff, Anton, Abt des Benediktinerklosters Liesborn
- Kalthoff, Edgar (1930–2002), deutscher Historiker, Autor und Herausgeber
- Kalthoff, Helmut (* 1948), deutscher Fußballfunktionär und Fußballtrainer
- Kalthoff, Horst (1926–2017), deutscher Arzt und Autor
- Kalthoff, Johann Heinrich (1803–1839), deutscher Hebraist, Pädagoge und Hochschullehrer
- Kalthoff, Moritz (* 1992), deutscher Politiker (SPD)

### Kaltm
- Kaltmeier, Olaf (* 1970), deutscher Historiker

### Kaltn
- Kaltneker, Hans (1895–1919), österreichischer Erzähler, Lyriker und Dramatiker
- Kaltner, Alexander (* 1999), deutscher Fußballspieler
- Kaltner, Balthasar (1844–1918), österreichischer Geistlicher, Erzbischof von Salzburg, Bischof von Gurk, Politiker und Landtagsabgeordneter

### Kalto
- Kaltofen, Ernst (1841–1922), deutscher Holzschnitzer und Bildhauer
- Kaltofen, Günter (1927–1977), deutscher Drehbuchautor
- Kaltofen, Michael (1942–2015), deutscher Radsportler
- Kaltofen, Willy (1918–2012), deutscher Musiker und Komponist

### Kalts
- Kaltsas, Nikolaos, griechischer Klassischer Archäologe
- Kaltschenko, Halyna (1926–1975), ukrainische Bildhauerin
- Kaltschenko, Nykyfor (1906–1989), ukrainisch-sowjetischer Politiker, Vorsitzender des Ministerrates der Ukrainischen SSR (1954–1961)
- Kaltschew, Kamen (1914–1988), bulgarischer Schriftsteller
- Kaltschewa, Christina (* 1977), bulgarische Leichtathletin
- Kaltschmid, Georg (* 1980), österreichischer Politiker (Grüne), Landtagsabgeordneter in Tirol
- Kaltschmid, Jochen (1933–2018), deutscher Pädagoge
- Kaltschmid, Steffen (* 1974), deutscher Komponist
- Kaltschmidt, Emil (* 1840), deutscher Orgelbauer in Stettin
- Kaltschmidt, Friedrich Salomon, deutscher Kantor in Küstrin, Berlin und Stettin
- Kaltschmidt, Friedrich Wilhelm (1812–1896), deutscher Orgelbauer in Stettin in Pommern
- Kaltschmidt, Jacob Heinrich (1799–1872), deutscher Sprachwissenschaftler und Lexikograph
- Kaltschmidt, Joachim Christoph, deutscher Orgelbauer in Lübeck
- Kaltschmied, Carl Friedrich (1706–1769), deutscher Mediziner und Botaniker
- Kaltschmied, Friedrich (1643–1717), schlesischer Mediziner und Stadtphysicus in Breslau
- Kaltschmitt Luján, Willi (* 1939), guatemaltekischer Diplomat und Sportfunktionär
- Kaltschmitt, Hans-Peter, deutscher Basketballspieler
- Kaltschmitt, Martin (* 1961), deutscher Energiewirtschaftler und Ingenieur
- Kaltschütz, Stefan (* 1978), österreichischer Snowboarder
- Kaltsogianni, Maria Nikoleta (* 2003), griechische Skirennläuferin

### Kaltw
- Kaltwasser, Franz Georg (1927–2011), deutscher Bibliothekar
- Kaltwasser, Johann Friedrich Salomon (1752–1813), deutscher klassischer Philologe
- Kaltwasser, Karl (1894–1979), deutscher Autor
- Kaltwasser, Martin (1965–2022), deutscher Künstler und Hochschullehrer
- Kaltwasser, Tillmann (1959–1998), deutscher Architekt
- Kaltwetter, Jakob († 1537), Ratsmitglied, Beauftragter der Verwaltung und Richter

### Kaltz
- Kaltz, Manfred (* 1953), deutscher FußballspielerManfred Kaltz (* 1953)

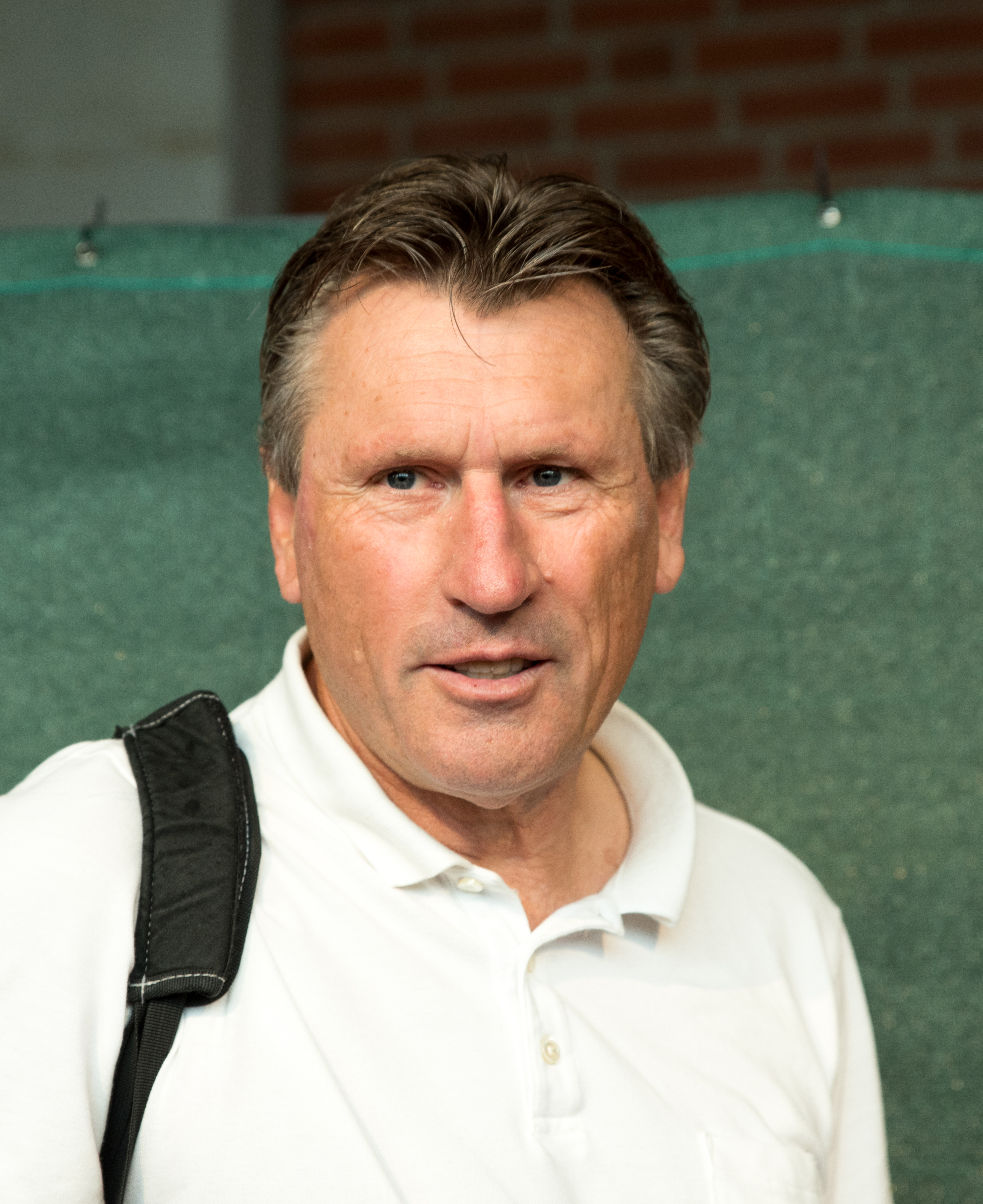
Manfred Kaltz (* 1953)

- Kaltzakorta, Jabier (* 1961), baskischer Schriftsteller, Experte der baskischen Unterhaltungsliteratur und Professor